# Jōji Shibue
Jōji Shibue (渋江 譲二?, Shibue Jōji; Nagano, 15 marzo 1983) è un modello e attore giapponese, il cui ruolo maggiore è stato quello di Mamoru Chiba (Tuxedo Kamen/Principe Endymion) nella serie televisiva giapponese live action Bishōjo senshi Sailor Moon.
Dopo la conclusione della serie, è apparso nel ruolo di Iori Izumi (Kamen Rider Ibuki) in Kamen Rider Hibiki, riprendendo più tardi il medesimo ruolo nel sequel Kamen Rider Decade.
In televisione, è stato portavoce per gli spot pubblicitari di NTT Docomo Chūgoku ed AU, ed ha inoltre recitato nel video musicale della canzone Full Jump di Rina Aiuchi.
Per quanto riguarda la carriera di modello, ha fatto servizi per le riviste Hotdog Press e Junon.

## Filmografia

### Cinema
- Akita Odate Chiiki Eiga Hana Bachan! ~ Watashi no yama no kamisama (2011)
- Furusato ga Eri (2011)
- Kimi e no Melody (2010)
- Gachiban MAX Ⅱ (2010)
- Kurosawa Eiga  (2010)
- Callaway (2007)
- Gekijoban Kamen Raider Hibiki a Shichinin Nosenki (2005)
- Pretty Guardian Sailor Moon: Act Zero (2005) Mamoru Chiba / Tuxedo Mask
- Pretty Guardian Sailor Moon: Special Act (2004) Mamoru Chiba / Tuxedo Mask
- Kirari Super Live (2004) Mamoru Chiba / Tuxedo Mask

### Televisione
- Keiji non Manazashi (TBS, 2013)
- Zyuden Sentai Kyoryuger (TV Asahi, 2013)
- Nishimura Kyoutaro Toraberu Mistero: Yamagata Shinkansen Tsubasa 129 Go no Onna (TV Asahi, 2012)
- Shirato Osamu no Jikenbo (TBS, 2012)
- Tsugunai (NHK / 2012)
- Umechan Sensei (NHK / 2012)
- Deka Kurokawa Suzuki (NTV / 2012)
- Ranma ½ (film) (NTV, 2011)
- Dokuhime a Watashi (Tokai TV / Fuji TV, 2011)
- Oretachi wa Tenshi da! (TV Tokyo, 2009)
- Kamen Rider Decade (TV Asahi, 2009, ep 18-19)
- Liar Game (NTV 2009, EP8)
- Aishu non Romera (Tokai TV, 2008)
- Binbō danshi - Sunagawa Takayuki (NTV, 2008)
- Hisho no Kagami (TV Tokyo, 2008, ep 10)
- Ai no uta (TBS, 2007)
- Sexy Voice and Robo (cammeo, Ep.2) (NTV, 2007)
- Hotaru no hikari - Tadokoro Junpei (NTV, 2007)
- Sunadokei (serie televisiva) - Tsukishima Fuji (TBS, 2007)
- Nogaremono Orin (TV Tokyo, 2006 EP6)
- Yaoh (TBS 2006, Ep11)
- Kamen Rider Hibiki come Iori Izumi / Kamen Rider Ibuki (TV Asahi, 2005-06)
- Bishōjo senshi Sailor Moon - Mamoru Chiba / Tuxedo Mask / Principe Endymion (TBS, 2003-2005)